# HD1
HD1是一個未經證實的高紅移星系，截至2022年4月，它被認為是迄今為止在可觀測宇宙中發現的最早且遙遠的已知星系，在138億年前的大爆炸僅約3.3億年後誕生，由於宇宙膨脹的關係，其現時的同移距離達到驚人的334億光年。

## 發現
2022年4月7日，來自東京大學的天文學家團隊公佈在六分儀座發現了所謂的高紅移星系HD1（RA：10:01:51.31 DEC：+02:32:50.0），同時發現的還有另一個在鯨魚座的高紅移星系HD2（RA：02:18:52.44 DEC：-05:08:36.1）。

## 物理性質
HD1是迄今可觀測宇宙中發現最早且遙遠的已知星系，其光譜紅移為13.27，意味著來自該星系的光需約135億年才能到達地球，同時由於宇宙膨脹，它的同移距離達到約33.4 × 109光年（10.2 × 109秒差距）。HD1的觀測位置被確認為大爆炸後約3.3億年，而另一個同樣擁有高紅移的星系HD2則被認為與HD1幾乎一樣遠。
HD1異常高的光度與顯著明亮的紫外發射對其發現者來說，一直是一個懸而未決的問題。科學家們為此在認為它可能有大量比現在的恆星質量更大、亮度更高的第三星族星的同時得出兩個結論，其一是活躍的萊曼斷裂星系，其二是恆星生成速度極高的星暴星系，其產生恆星的速度遠遠高於以前觀察到的任何星系。另一種可能為HD1是一個擁有超大質量黑洞的類星體，若然屬實，那麼這情況將限制宇宙早期階段的黑洞生長模型。該星系的確切物理性質可能需要待詹姆斯韋伯太空望遠鏡分析後才可確認。
之前已知最遠的星系GN-z11在2015年發現，其紅移為11，即在大爆炸後約4.2億年誕生。

## 未來規劃
據HD1和HD2的發現者的說法，如果它們的光譜被證實，那麼這發現將是一堂研究以前難以觀察的遙遠宇宙的實驗課。研究人員希望進一步釐清這些天體，包括更好地識別它們是星系，抑或是類星體或黑洞，並在將來詹姆斯·韦伯太空望远镜、羅曼太空望遠鏡和GREX-PLUS進行太空任務時作仔細觀測。若經過更精確的偵察，有著極高同移距離的HD1也可能存在第一顆被發現的可見第三星族星。此外，研究人員聲稱，使用即將發射的新太空望遠鏡可以發現超過10,000個類似的在宇宙早期誕生的星系。

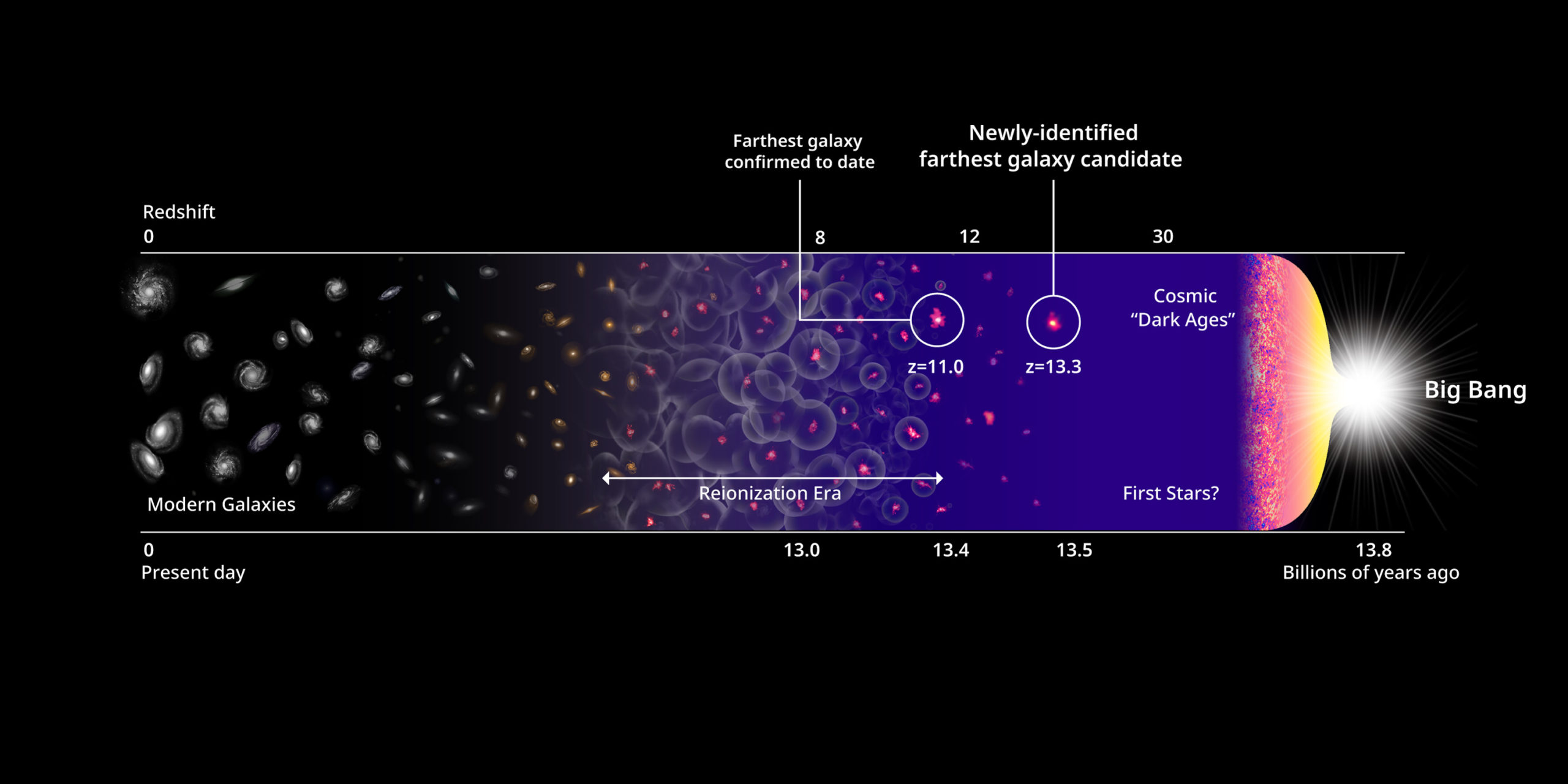
最早的星系候選者和宇宙的歷史（截至2022年4月7日）

## 外部連結
- YouTube上的Video (NASA; 2:10; 4/7/2022) – HD1: farthest known galaxy